# Сьредниця (Великопольське воєводство)
Сьредниця (пол. Średnica, нім. Marienbusch) — село в Польщі, у гміні Чарнкув Чарнковсько-Тшцянецького повіту Великопольського воєводства.
Населення — 235 осіб (2011).
У 1975-1998 роках село належало до Пільського воєводства.

## Демографія
Демографічна структура станом на 31 березня 2011 року:
|          | Загалом | Допрацездатний вік | Працездатний вік | Постпрацездатний вік |
| -------- | ------- | ------------------ | ---------------- | -------------------- |
| Чоловіки | 123     | 38                 | 78               | 7                    |
| Жінки    | 112     | 18                 | 79               | 15                   |
| Разом    | 235     | 56                 | 157              | 22                   |